# JR 홋카이도 버스
JR 홋카이도 버스(일본어: ジェイ・アール北海道バス 제이아르 홋카이도 바스[*]는 홋카이도 삿포로시에 본사를 두는 버스 사업자로, 홋카이도 여객철도(JR 홋카이도)가 100% 지분을 가지고 있는 자회사이다. 삿포로 시내를 중심으로 노선버스나 시외버스를 운행하는 것 외에 전세버스 사업도 실시하고 있다. 한편 철도 보완 노선으로 개설된 지방 버스 노선은 실적 부진으로 인하여 현지 사업자에게 잇따라 양도되었다.

## 같이 보기
- JR 버스